# Playa de Valle Niza
La Playa de Valle Niza es una playa de Vélez-Málaga, en la Costa del Sol de la provincia de Málaga, Andalucía, España. Se trata de una playa aislada de arena oscura y oleaje moderado situada junto al núcleo de Valle-Niza. Tiene unos 2400 metros de longitud y unos 25 metros de anchura media. Es una playa con un grado bajo de ocupación y carente de equipamientos.